# Ginette Daleu
Ginette Daleu (23 de septiembre de 1977 - 9 de noviembre de 2018) fue una artista de Camerún.

## Biografía
Ginette Flore Daleu nació en 1977 en Metet, Camerún. Se graduó en el Institut de Formación Artistique en Mbalmayo en 2000. Atendió también el Libera Accademia di Belle Arti en Brescia, Italia. Daleu creó arte desde una edad temprana y supo que quería ser artista, contra los deseos de su familia.
Daleu murió en su casa en Senegal el 9 de noviembre de 2018..

## Carrera
En 2006 Daleu era parte de un colectivo de artistas que viajó de Douala a Dak'art, explorando cómo a revitalizar la educación de arte en Camerún. Este proyecto se llamó Exit Tour y el grupo viajó, conociendo personas y trabajando con artistas y alumnado a lo largo del camino. Este viaje salió del trabajo en ArtBakery, una organización para fomentar el arte en Camerún. Trabajando con y dentro de las comunidades se convirtió en una parte importante de las prácticas de Daleu.
Para Daleu, la implicación con ArtBakery produjo un cambio en su obra, que le hizo hacer pasar del arte decorativo a explorar la estética de sitios imperfectos como Bessengué City. A veces su trabajo fue dibujado directamente sobre las paredes de los espacios que exploraba. Esto le llevó hacia el collage y la fotografía que cobraron gran importancia en la práctica artística de Daleu. Su trabajo ha sido exhibido en Alemania, en Suiza, y en Italia.
El Banco Mundial patrocinó una exposición de obra creada por artistas cameruneses en 2014, y Daleu fue una de las artistas representadas. Produjo una nueva serie titulada 'Architextures et Les introuvables'.
En 2018 Daleu fue una de las artistas encargadas por el festival de videoarte en Berlín Videoart at Midnight. El artista Antje Majewski colaboró con Daleu en una nueva instalación llamada Le Trône, donde el vídeo y la pintura exploran legados coloniales alemanes en Camerún. También exhibió en Dak'arte en 2018.

## Galería

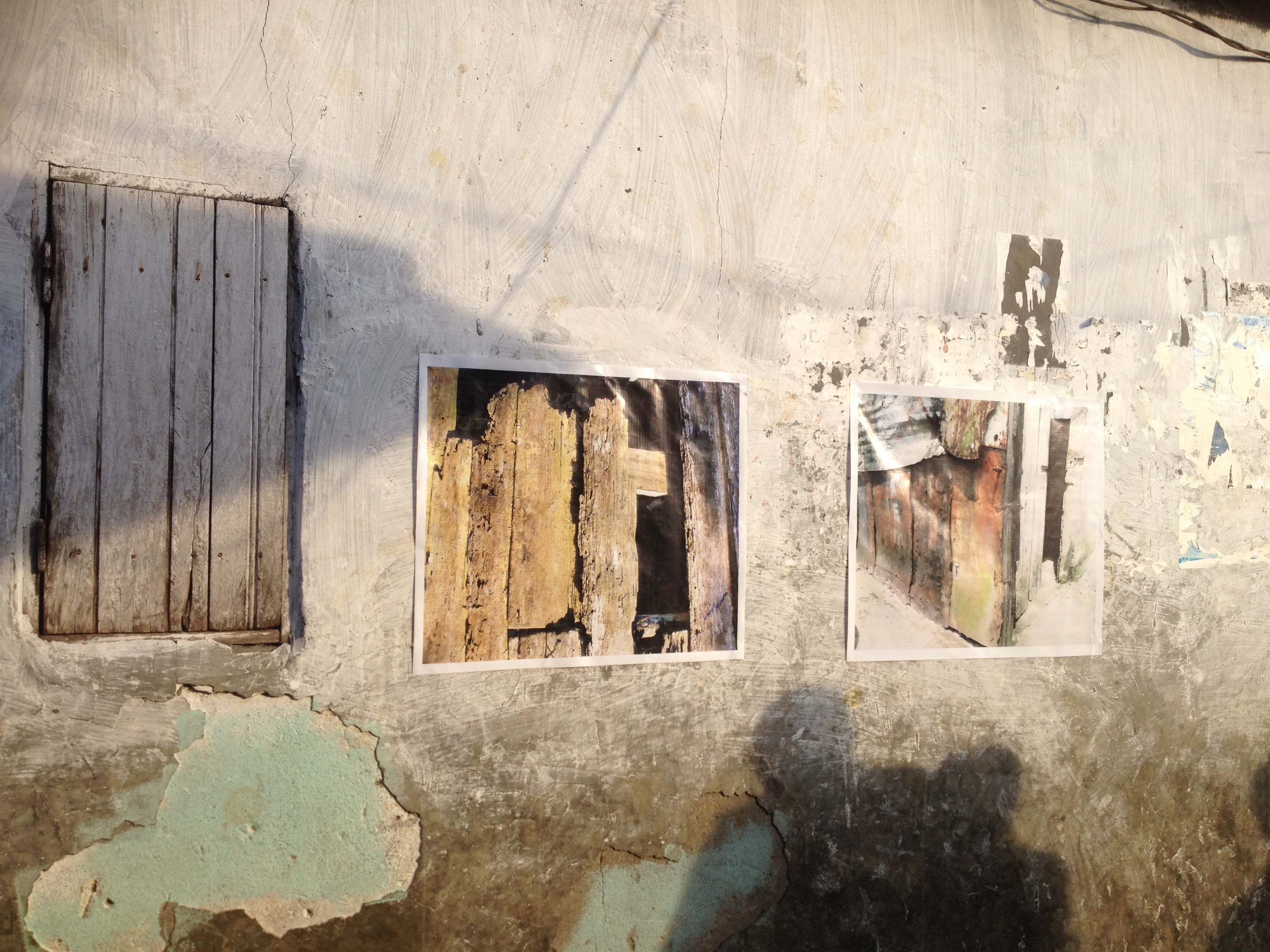
Exhibición de Daleu en 2013
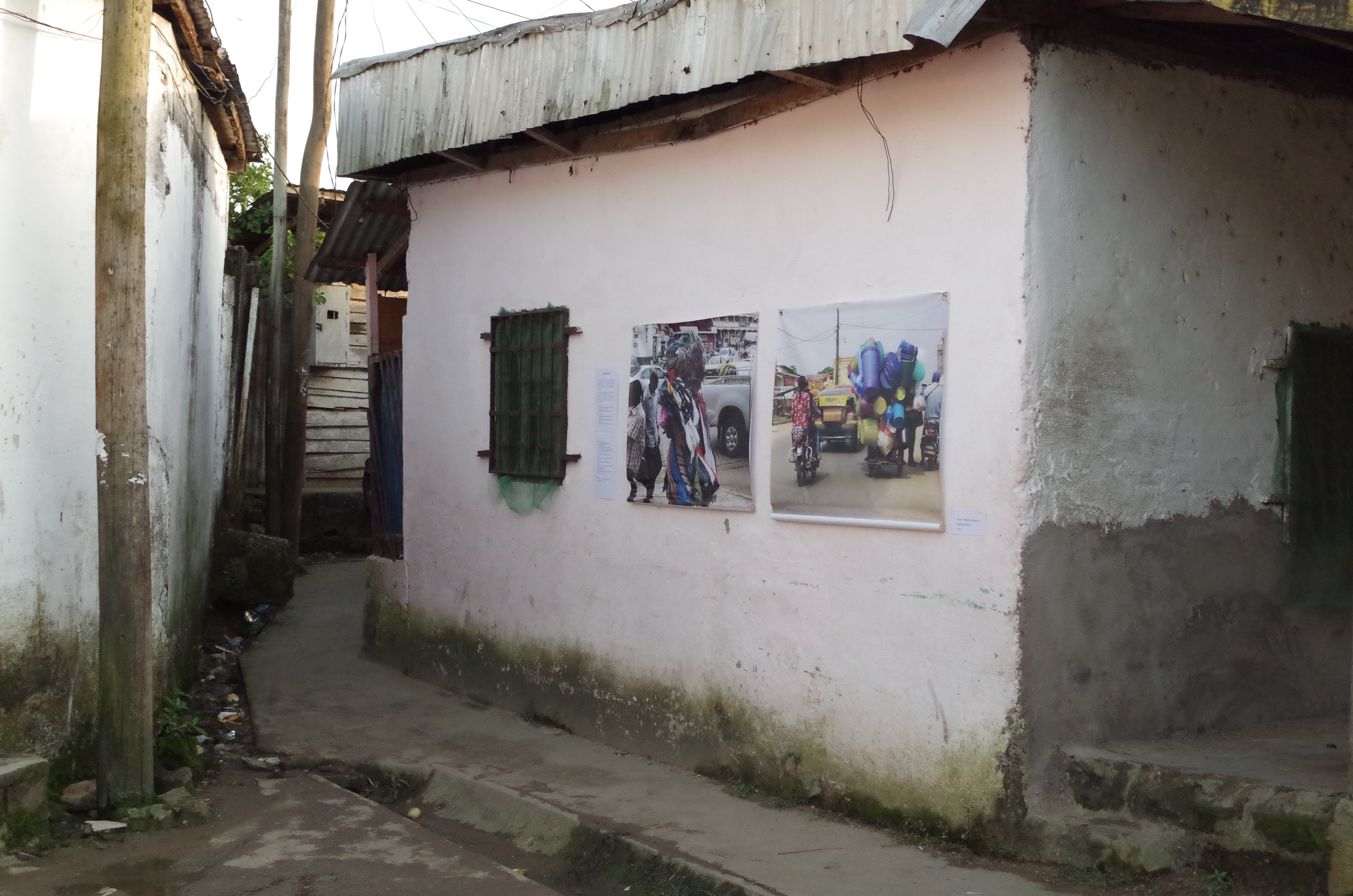
Exhibición de 2013
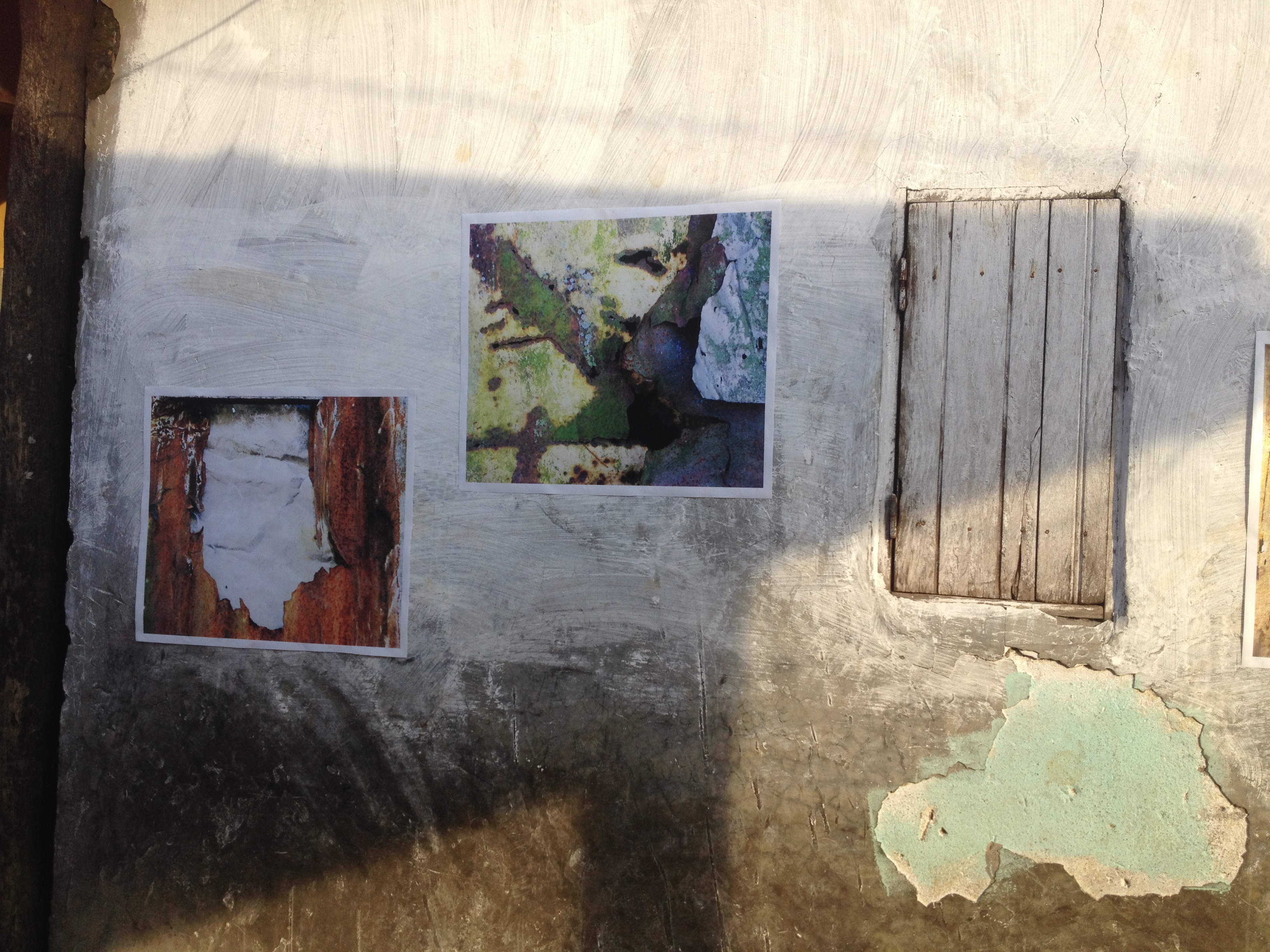
Exhibición en 2013
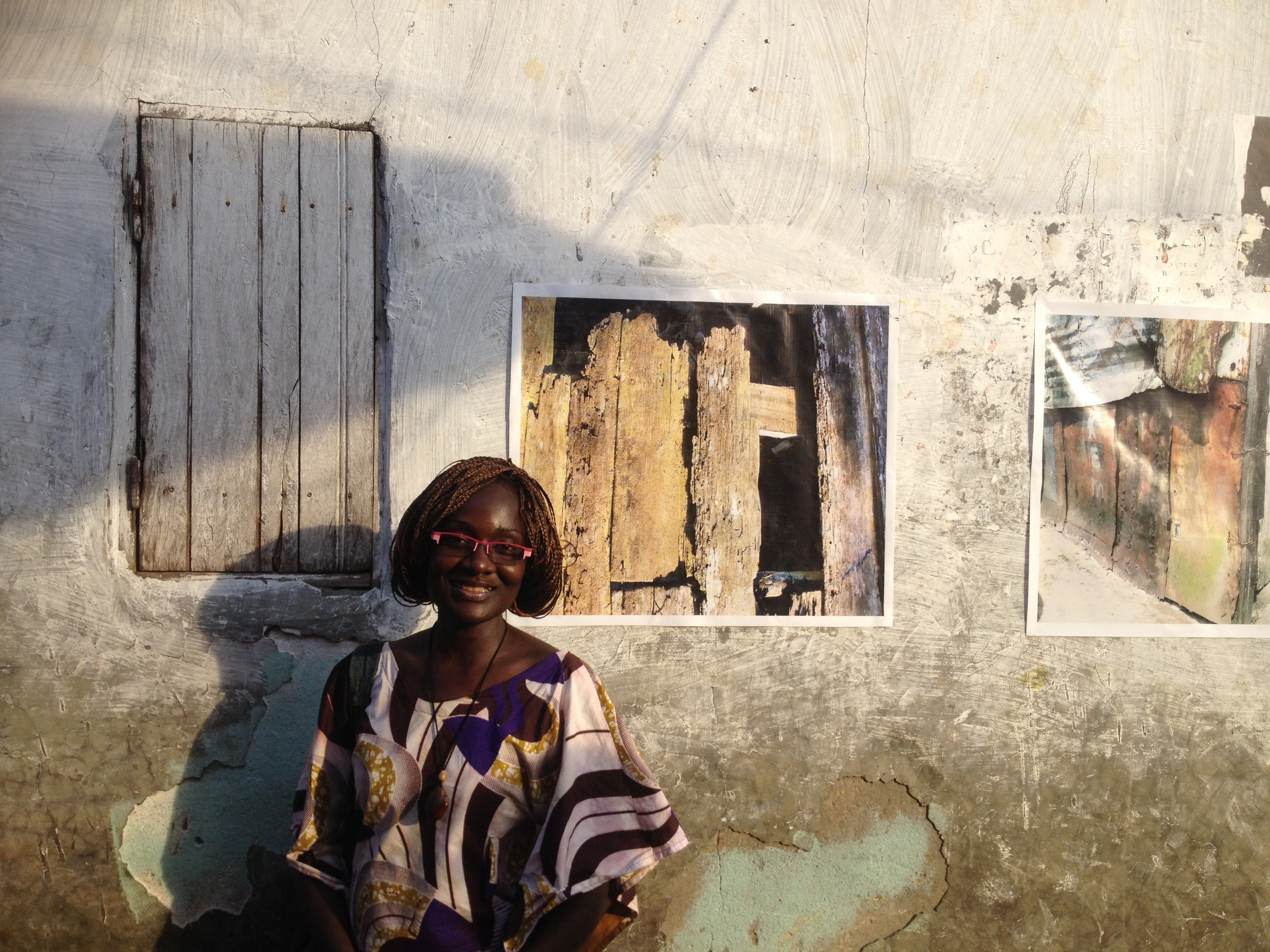
Daleu, 2013
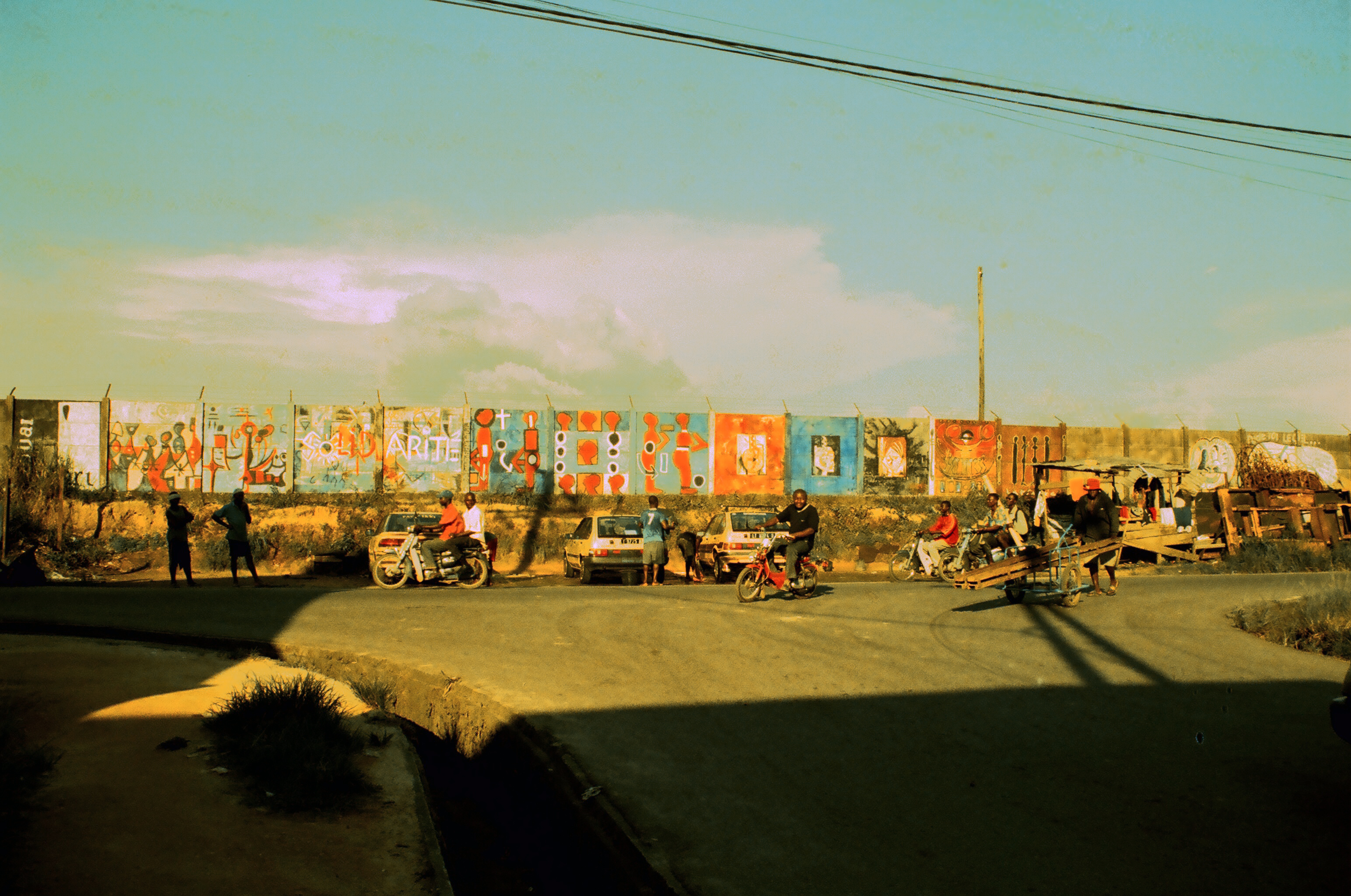
Bessengue City
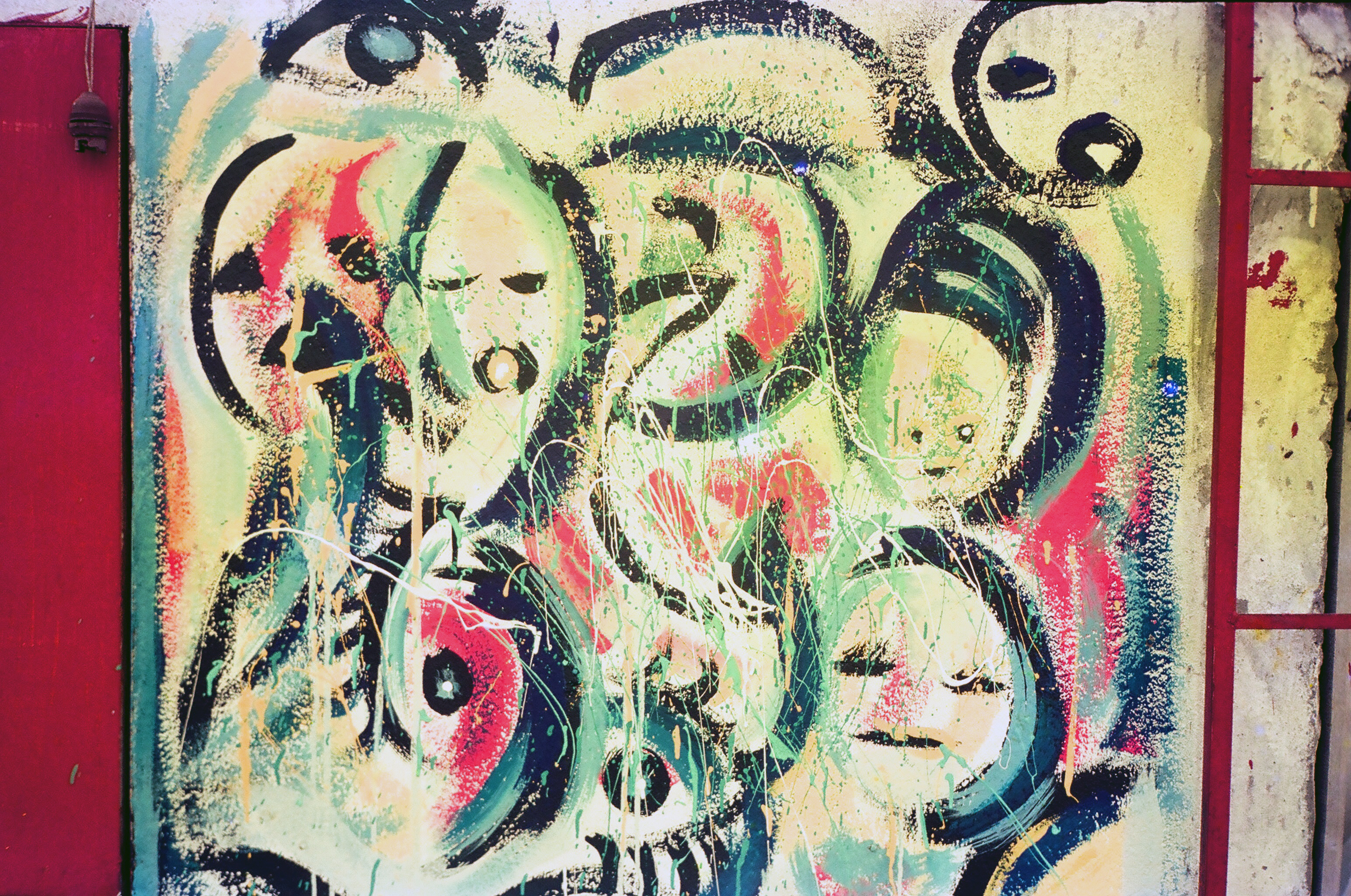
Urban Scenes, Douala